# Martini Mk23
Der Martini Mk23 ist ein Formel-1-Rennwagen, den Tico Martini Anfang 1978 für sein Team Automobiles Martini entwickelte.
Es wurde nur ein Chassis gebaut, das allein in der Saison 1978 und nur im Werksteam zum Einsatz kam. Der Wagen wurde von einem Cosworth-DFV-Motor angetrieben. Der Mk23 ist das einzige Formel-1-Fahrzeug des Herstellers.

## Geschichte

### Hintergrund
Renato „Tico“ Martini hatte zu Beginn der 1960er Jahre eine Ausbildung als Rennfahrer an der Winfield Racing Driver School in Magny-Cours absolviert. Nach Abschluss der Ausbildung eröffnete er eine Werkstatt neben der Rennstrecke, in der zunächst die Formel-3-Wagen der Rennfahrerschule reparierte. Ab 1969 konstruierte und baute Martini in seinem Betrieb eigene Rennwagen für die Formel 3 wie auch für die Formel Renault, die insbesondere vom Rennstall Oreca mit Erfolg in diversen Nachwuchsserien eingesetzt wurden. Mitte der 1970er-Jahre expandierte Martini in die Formel 2 und baute gut konstruierte Fahrzeuge wie den Martini Mk22, die stellenweise der Konkurrenz deutlich überlegen waren. 1975 gewann Jacques Laffite auf Martini die Gesamtwertung der Formel-2-Europameisterschaft, René Arnoux wiederholte diesen Erfolg 1977. Davon angespornt entschloss sich Tico Martini, den Schritt in die Formel 1 als Werksteam mit eigenem Fahrzeug zu wagen. Arnoux wurde als Werksfahrer unter Vertrag genommen, als Teamchef fungierte der Oreca-Gründer Hugues de Chaunac.

### Martini Mk23 (1978)
Team und Fahrer debütierten im März 1978 beim Großen Preis von Südafrika in der „Königsklasse des Motorsports“. Arnoux gelang die Qualifikation nicht, da er mit Problemen an der Benzinpumpe nur um sechs Hundertstelsekunden an der Zeit von Arturo Merzario auf Platz 26, der als letztplatzierter Fahrer ins Rennen gehen konnte, scheiterte. So blieb der einzige Erfolg beim Debüt, die erfahrenen Shadow-DN8-Fahrer Clay Regazzoni und Hans-Joachim Stuck hinter sich gelassen zu haben, die mit noch größerem Rückstand an der Qualifikation gescheitert waren. Martini übersprang das Rennen in den USA (West) und meldete sich erst wieder zum Großen Preis von Monaco im Mai. Da sich deutlich mehr Teilnehmer angemeldet hatten, als Startplätze zur Verfügung standen, musste Arnoux mit dem Mk23 in die Vorqualifikation. Er litt erneut unter Motorproblemen, belegte den fünften von acht Plätzen und war damit wieder gescheitert. Beim Großen Preis von Belgien wagte das Team noch einen Qualifikationsversuch, der dieses Mal erfolgreich verlief. Arnoux ging vom 19. Startplatz ins Rennen und beendete es auf dem neunten Rang. Das Ergebnis war aber eher ein glücklicher Zufall, da es Martini weiterhin nicht gelungen war, die technischen Probleme am Motor zu lösen. Da bei Testfahrten zwei Ersatzmotoren beschädigt wurden, zog Martini seine Meldung für das folgende Rennen in Spanien zurück.
Der Große Preis von Frankreich war das erste Rennen, zu dem Martini danach wieder antrat. Der Heim-Grand-Prix für Team und Fahrer verlief insofern erfolgreich, dass Arnoux sowohl die Qualifikation gelang als auch das Rennen beendete, wenn auch ohne Chance auf Punkte. Durch ein verändertes Kühlsystem waren zu diesem Rennen die Probleme mit der Motorisierung gelöst worden. Zum Rennen in Großbritannien zog das Team seine Meldung zurück und konnte, da erneut die Vorqualifikation misslang, nicht zum Großen Preis von Deutschland starten. Das entsprechende Zeittraining war aber bereits im Juni abgehalten worden, bevor die Probleme mit dem Fahrzeug gelöst werden konnten. Obwohl sich ab Mitte des Jahres ein Aufwärtstrend abzeichnete, erschien Martini nur noch zu den Grands Prix in Österreich und den Niederlanden, für die sich Arnoux zwar qualifizieren konnte, aber außerhalb der Punkte beendete bzw. einmal ausschied. Anschließend stellte Martini das Formel-1-Projekt aus finanziellen Gründen ein und wurde in der Konstrukteursmeisterschaft mit null Punkten nicht klassifiziert.

## Technik
Der Mk23 ist ein vom Mk22 für die Formel 2 abgeleitetes Fahrzeug und der einzige von Martini konstruierte Wagen nach den Regularien der Formel 1. Das Design des Mk23 war bereits bei seiner Entstehung veraltet und sowohl den zukunftsweisenden Wing-Car-Fahrzeugen von Lotus und Walter Wolf Racing als auch den modernen, mit herkömmlichem Unterboden ausgerüsteten Wagen wie dem Ferrari 312T3, Tyrrell 008 oder Brabham BT46 hoffnungslos unterlegen. Zudem litt der Wagen aufgrund seiner sehr widerstandsfähigen Konstruktion unter Gewichtsproblemen. Der Mk23 war konventionell gebaut. Die Seitenkästen verbreitern sich in Richtung Heck und enthalten die Motorkühlung. Der Ölkühler befindet sich in der Fahrzeugnase. Während des Einsatzzeitraums wurden vereinzelte Änderungen an der Karosserie vorgenommen. Es existiert nur ein einziges Chassis, das in der Martini-Fabrik bei Magny-Cours gebaut wurde und sich bis heute im Besitz des Unternehmens befindet.
Der Mk23 wurde wie ein Großteil der Formel-1-Fahrzeuge zu dieser Zeit von dem Cosworth-DFV-Motor angetrieben. Dieser gehörte zur Klasse der 3-Liter-Motoren und wurde seit 1966 produziert. Ford hatte im Gegenzug für die Namensnennung die Entwicklung finanziert, weswegen das Team in den Meldelisten auch als Martini-Ford erschien. Der Motor war als tragendes Teil in das Monocoque aus Aluminiumblech einbezogen; die Antriebskraft wurde über ein Hewland-Getriebe an die Hinterräder übertragen.

## Lackierung und Sponsoring
Allein das Werksteam trat mit dem Mk23 zu Rennen der Saison 1978 an. Der Wagen hatte eine weiße Grundlackierung mit blauen Fahrzeugseiten. Die Cockpitaufbauten waren rot. Die Lackierung ähnelte stark den Formel-1-Fahrzeugen von Penske wie dem Penske PC3, es bestand aber keinerlei Verbindung zwischen den Fahrzeugen. Als Sponsoren konnte Martini R.M.O., Silver Match und Elf Aquitaine gewinnen.

## Ergebnisse
| Fahrer               | Nr.                  | 1 | 2 | 3   | 4 | 5    | 6 | 7  | 8 | 9  | 10 | 11   | 12 | 13  | 14 | 15 | 16 | Punkte | Rang |
| -------------------- | -------------------- | - | - | --- | - | ---- | - | -- | - | -- | -- | ---- | -- | --- | -- | -- | -- | ------ | ---- |
| Formel-1-Saison 1978 | Formel-1-Saison 1978 |   |   |     |   |      |   |    |   |    |    |      |    |     |    |    |    | 0      | NC   |
| René Arnoux          | 31                   |   |   | DNQ |   | DNPQ | 9 | WD |   | 14 | WD | DNPQ | 9  | DNF |    |    |    | 0      | NC   |

| Legende  | Legende            | Legende                                                          |
| Farbe    | Abkürzung          | Bedeutung                                                        |
| -------- | ------------------ | ---------------------------------------------------------------- |
| Gold     | –                  | Sieg                                                             |
| Silber   | –                  | 2. Platz                                                         |
| Bronze   | –                  | 3. Platz                                                         |
| Grün     | –                  | Platzierung in den Punkten                                       |
| Blau     | –                  | Klassifiziert außerhalb der Punkteränge                          |
| Violett  | DNF                | Rennen nicht beendet (did not finish)                            |
| Violett  | NC                 | nicht klassifiziert (not classified)                             |
| Rot      | DNQ                | nicht qualifiziert (did not qualify)                             |
| Rot      | DNPQ               | in Vorqualifikation gescheitert (did not pre-qualify)            |
| Schwarz  | DSQ                | disqualifiziert (disqualified)                                   |
| Weiß     | DNS                | nicht am Start (did not start)                                   |
| Weiß     | WD                 | zurückgezogen (withdrawn)                                        |
| Hellblau | PO                 | nur am Training teilgenommen (practiced only)                    |
| Hellblau | TD                 | Freitags-Testfahrer (test driver)                                |
| ohne     | DNP                | nicht am Training teilgenommen (did not practice)                |
| ohne     | INJ                | verletzt oder krank (injured)                                    |
| ohne     | EX                 | ausgeschlossen (excluded)                                        |
| ohne     | DNA                | nicht erschienen (did not arrive)                                |
| ohne     | C                  | Rennen abgesagt (cancelled)                                      |
| ohne     | keine WM-Teilnahme |                                                                  |
| sonstige | P/fett             | Pole-Position                                                    |
| sonstige | 1/2/3/4/5/6/7/8    | Punktplatzierung im Sprint-/Qualifikationsrennen                 |
| sonstige | SR/kursiv          | Schnellste Rennrunde                                             |
| sonstige | *                  | nicht im Ziel, aufgrund der zurückgelegten Distanz aber gewertet |
| sonstige | ()                 | Streichresultate                                                 |
| sonstige | unterstrichen      | Führender in der Gesamtwertung                                   |